# Grand Télescope binoculaire
Pour les articles homonymes, voir LBT.
Le Grand Télescope binoculaire (en anglais Large Binocular Telescope, LBT) est un télescope américain qui possède deux miroirs de 8,4 mètres de diamètre, placés sur la même monture. C'est un télescope tout à fait unique en son genre. Inauguré en octobre 2004, le télescope est opérationnel depuis fin 2006, à l'achèvement des travaux. Depuis cette date, il est le télescope optique le plus avancé au niveau de la résolution. Il est situé à 3 267 mètres d'altitude sur le mont Graham, en Arizona.

## Un projet collaboratif
Le LBT est un projet collaboratif comprenant de nombreuses institutions astronomiques :
- la communauté astronomique italienne (Istituto nazionale di astrofisica, INAF) ;
- l'université de l'Arizona ;
- l'université d'État de l'Arizona ;
- l'université du Nord de l'Arizona ;
- l'université d'État de l'Ohio ;
- l'université Notre-Dame ;
- la Research Corporation de Tucson ;
- le LBT Beteiligungsgesellschaft en Allemagne :
  - Institut Max-Planck d'astronomie à Heidelberg,
  - Observatoire du Königstuhl à Heidelberg,
  - Institut Leibniz d’astrophysique de Potsdam (AIP) à Potsdam,
  - Institut Max-Planck de physique extraterrestre à Munich,
  - Institut Max-Planck de radioastronomie à Bonn.

Le coût global du LBT est de 120 millions de dollars. Il est financé à hauteur de 50 % par les États-Unis.

## Instruments
- MODS
- PEPSI
- LUCIFER
- LBTI
- LBC

## Controverse
Le choix de l'emplacement du LBT a donné lieu à une controverse locale. Des protestations ont été émises à la fois par la tribu apache de San Carlos pour qui la montagne est sacrée et par les écologistes, qui défendent l'écosystème et l'écureuil rouge du Mont Graham, une espèce menacée. L'attention des médias a été mobilisée par un certain nombre d'actions dans les tribunaux et sur le terrain, mais la construction du LBT a tout de même été entreprise après un acte du Congrès.
Durant ses huit années de construction l'observatoire a survécu à deux feux de forêt majeurs, le plus récent a eu lieu durant l'été 2004.

## Photos

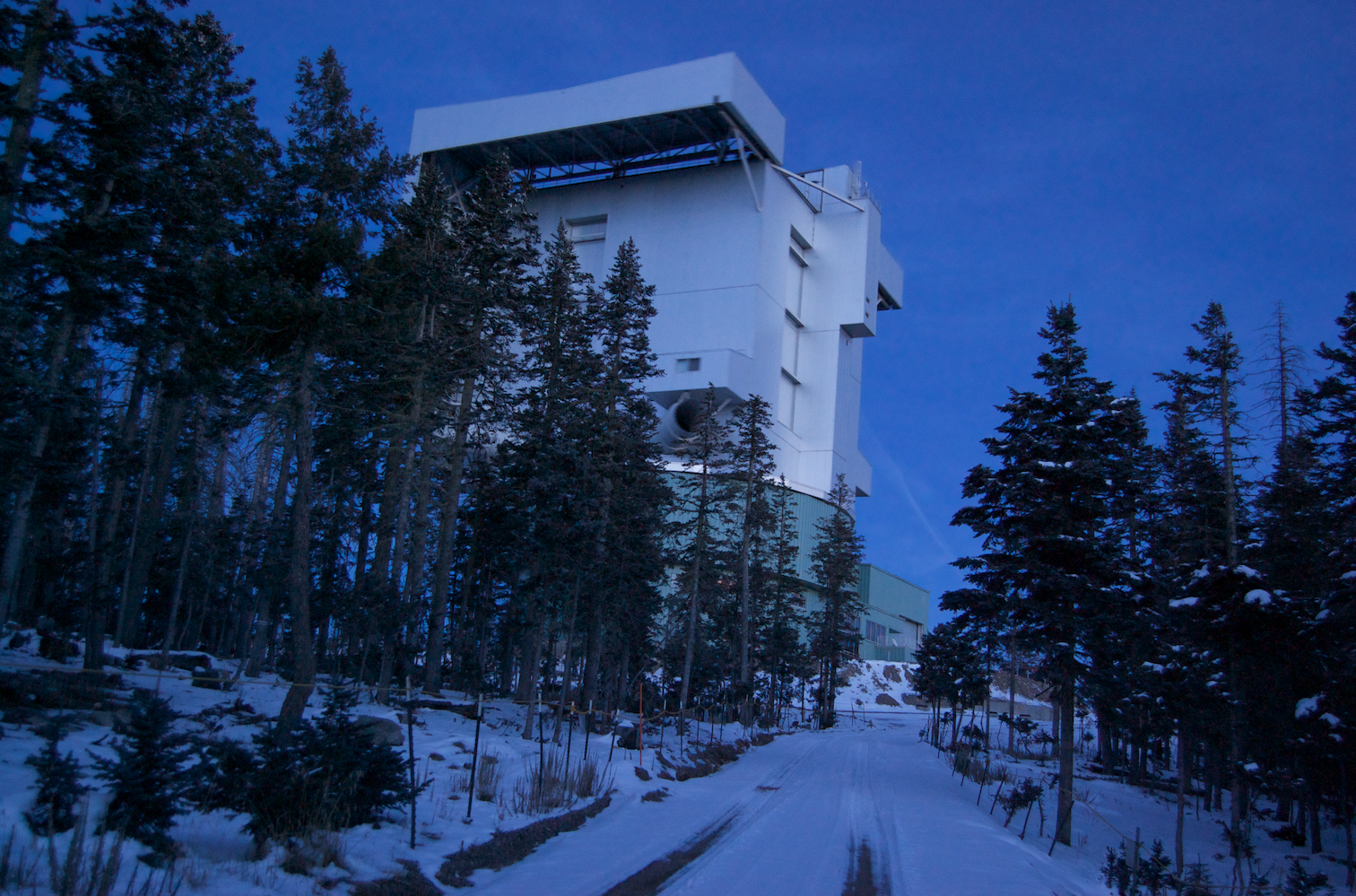
Le LBT à la tombée de la nuit au 26 novembre 2007 après une rotation azimutale.
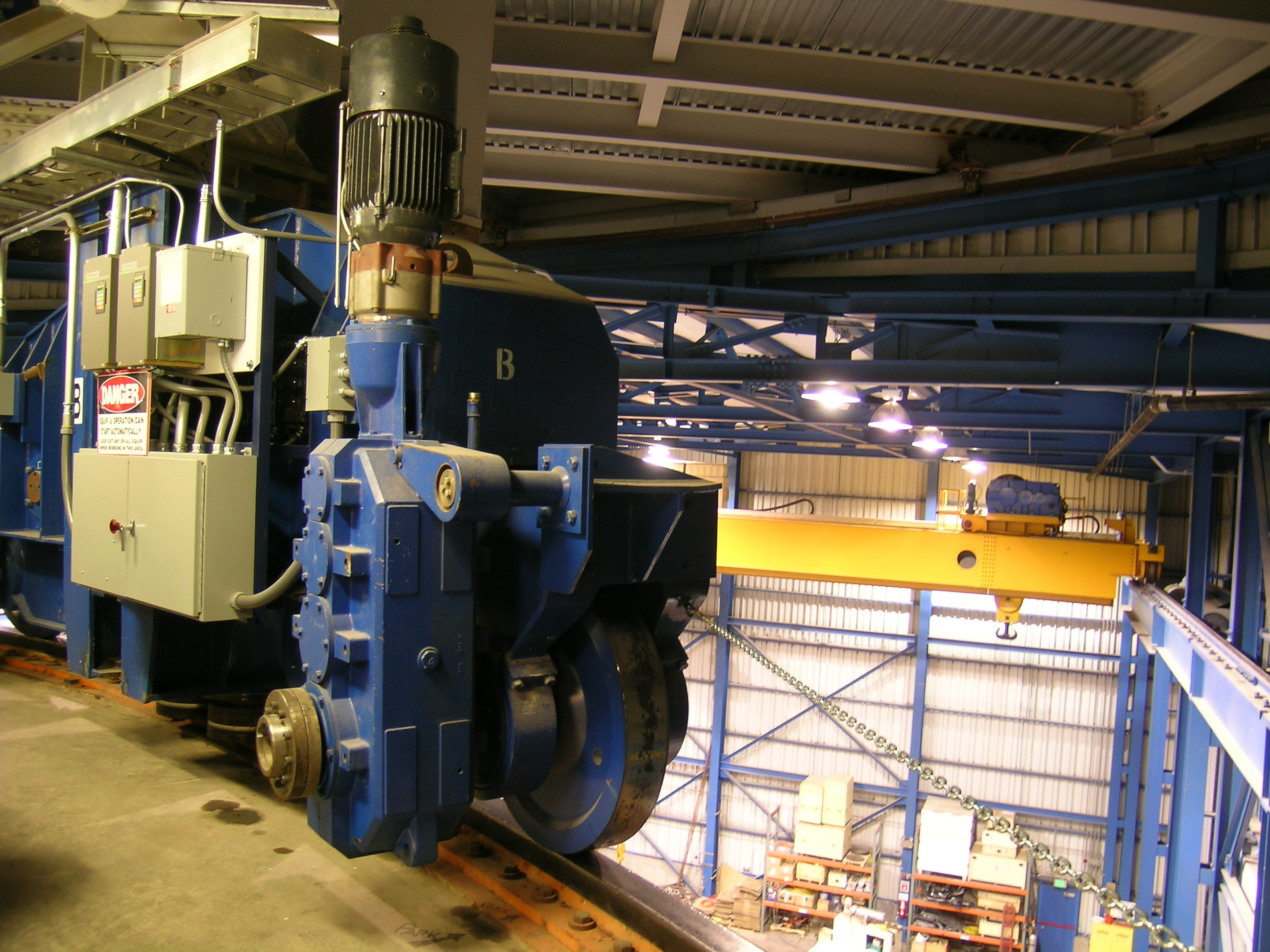
La voie azimutale sur laquelle tourne l'enceinte.
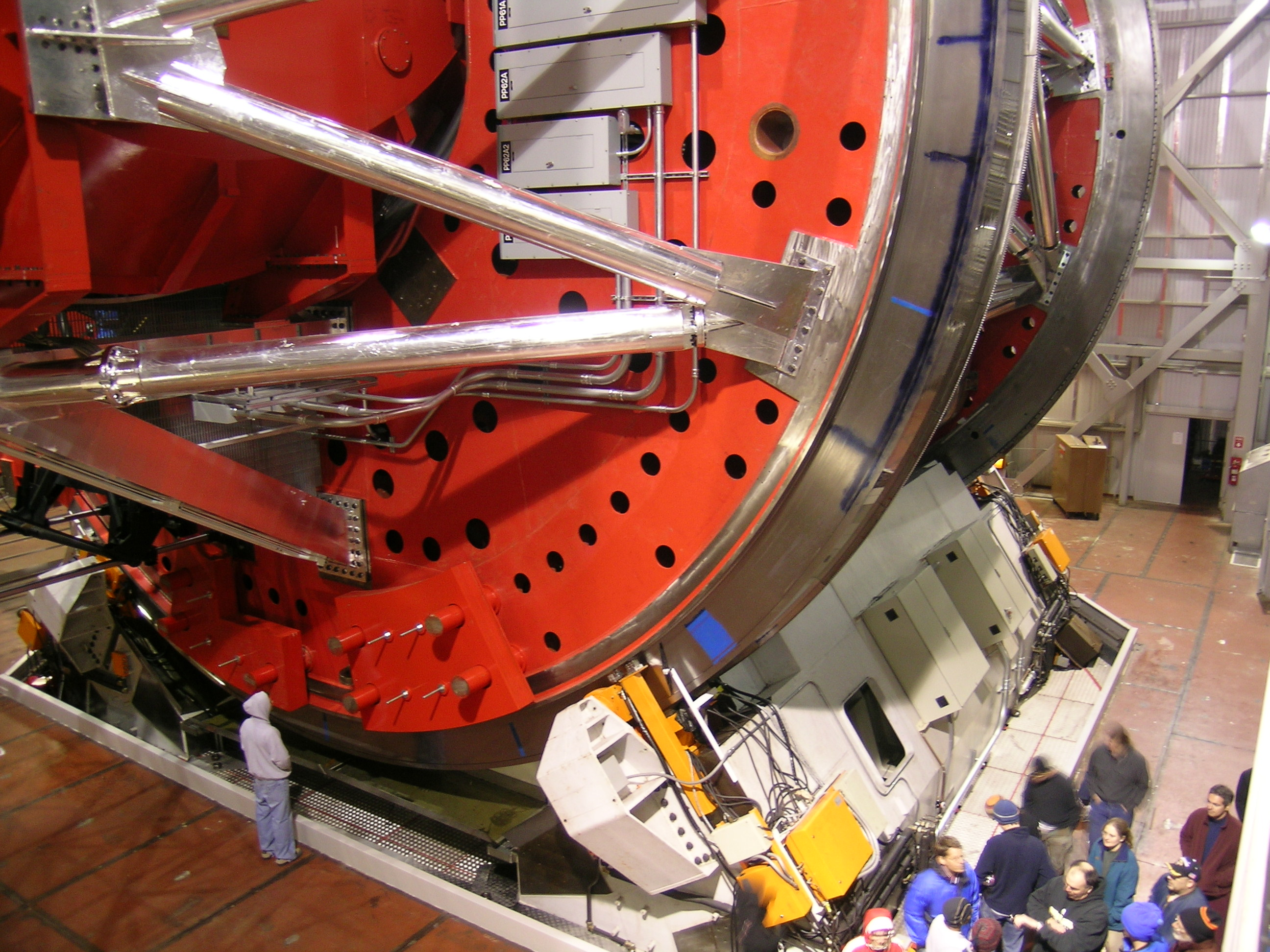
Prise de vue avec des personnes pour avoir une idée des dimensions.
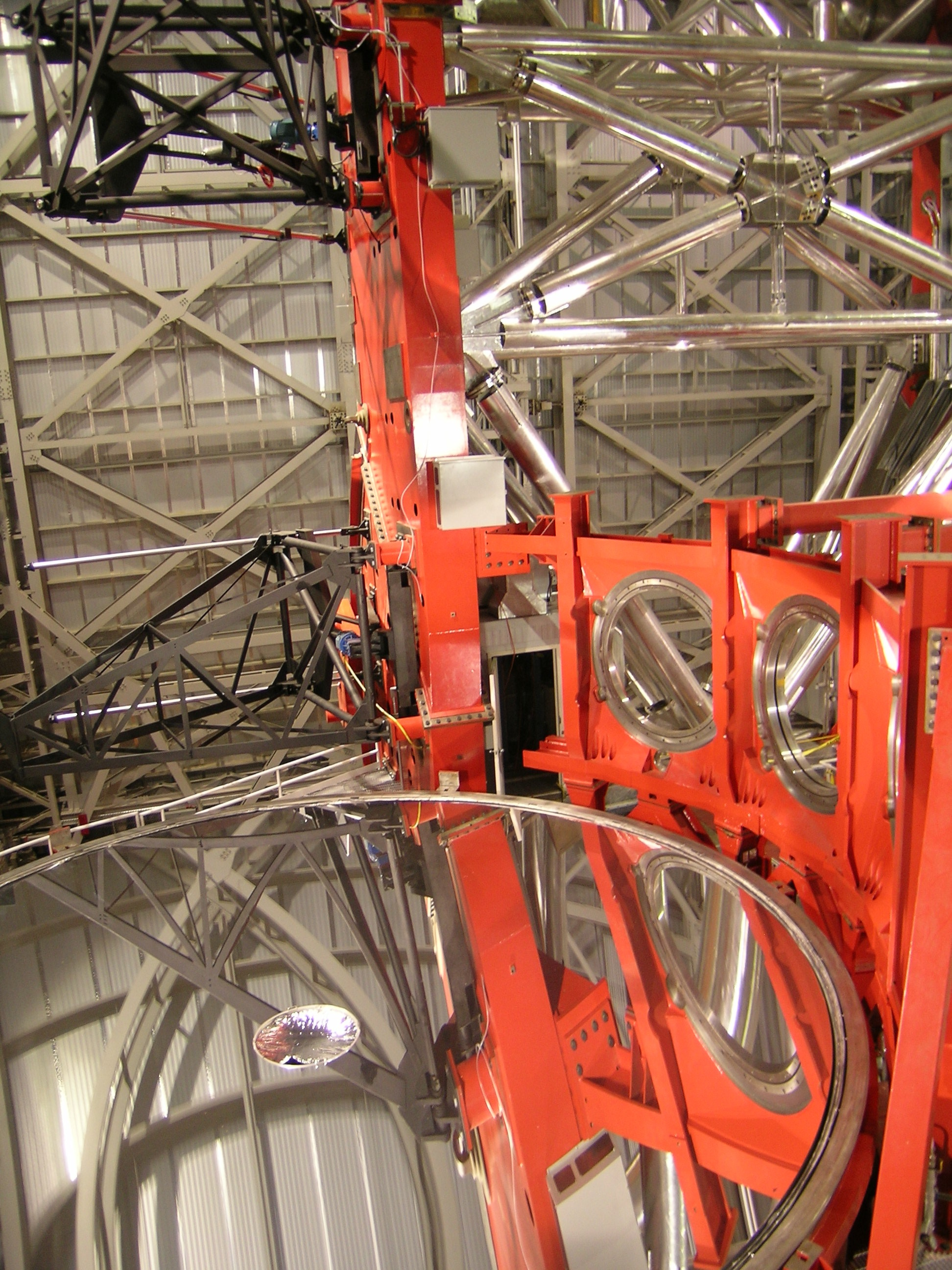
L'un des deux miroirs primaires du LBT.
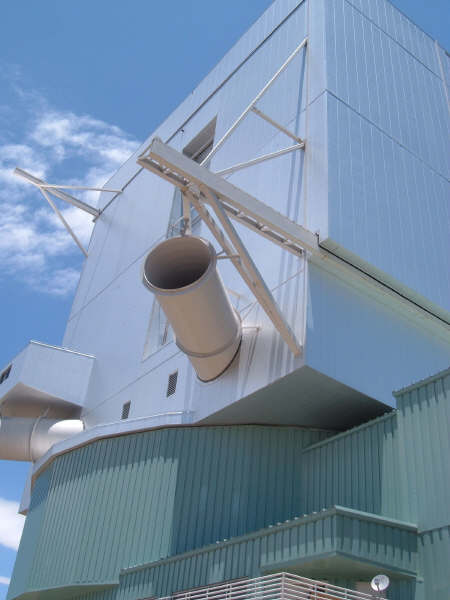
Le Large Binocular Telescope de l'Observatoire international du Mont Graham